# Hugo Campagnaro
Hugo Armando Campagnaro (nascut el 27 de juny de 1980) és un exfutbolista argentí que jugava com a defensa central.